# Aequationes Mathematicae
Aequationes Mathematicae est une revue mathématique. Elle est principalement consacrée aux équations fonctionnelles, mais publie également des articles sur les systèmes dynamiques, en théorie de l'iteration,  combinatoire et en géométrie. En plus de publier des articles de recherche originaux sur ces sujets, elle publie également régulièrement des comptes-rendus sur les colloques internationaux sur les équations fonctionnelles, et publie des bibliographies sur ce sujet. 

## Histoire
Le journal a été fondé en 1968 par János Aczél  à l'Université de Waterloo, en partie à cause des longs delais de publication, pouvant aller jusqu'à quatre ans, dans d'autres revues au moment de sa fondation. Il est actuellement publié par Springer Science + Business Media, avec Zsolt Páles de l'université de Debrecen comme rédacteur en chef. János Aczél reste son rédacteur en chef honoraire. 
Le journal est indexé par les bases de bibliographies usuelles des éditions Springer.
En 2016, le journal est classé dans le deuxième quartile des journaux mathématiques par SCImago Journal Rank. Son facteur d'impact est de 0,68 en 2019. Les premiers volumes, jusqu'en 1997, sont en accès libre.

## Anciens rédacteurs en chef
Parmi les rédacteurs en chef figurent Branko Grünbaum, Morris W. Hirsch, Cheryl Praeger, Vera Sós, ainsi que plus tôt, Hellmuth Kneser, Paul Erdös, Lothar Collatz, Louis Mordell, H. S. M. Coxeter, Otto Haupt, Francesco Tricomi, William Thomas Tutte, Richard S. Varga et Alexander Ostrowski, qui est le premier rédacteur honoraire.